# Diocesi di Siccenna
La diocesi di Siccenna (in latino Dioecesis Siccennensis) è una sede soppressa e sede titolare della Chiesa cattolica.

## Storia
Siccenna, nell'odierna Tunisia, è un'antica sede episcopale della provincia romana dell'Africa Proconsolare, suffraganea dell'arcidiocesi di Cartagine.
Unico vescovo conosciuto di questa diocesi africana è il donatista Cipriano, che partecipò al concilio di Cartagine del 411, che vide riuniti assieme i vescovi cattolici e donatisti dell'Africa romana; la sede in quell'occasione non aveva vescovi cattolici.
Dal 1933 Siccenna è annoverata tra le sedi vescovili titolari della Chiesa cattolica; dall'11 luglio 2014 il vescovo titolare è Joseph Koerber, C.S.Sp., già vicario apostolico di Makokou.

## Cronotassi

### Vescovi
- Cipriano † (menzionato nel 411) (vescovo donatista)

### Vescovi titolari
- Fortunato Zoppas † (25 novembre 1964 - 5 agosto 1969 deceduto)
- Alois Wagner † (1º settembre 1969 - 25 febbraio 2002 deceduto)
- Earl Alfred Boyea (22 luglio 2002 - 27 febbraio 2008 nominato vescovo di Lansing)
- Taras Sen'kiv, O.M. (22 maggio 2008 - 2 aprile 2014 nominato eparca di Stryj)
- Joseph Koerber, C.S.Sp., dall'11 luglio 2014